# 淀橋

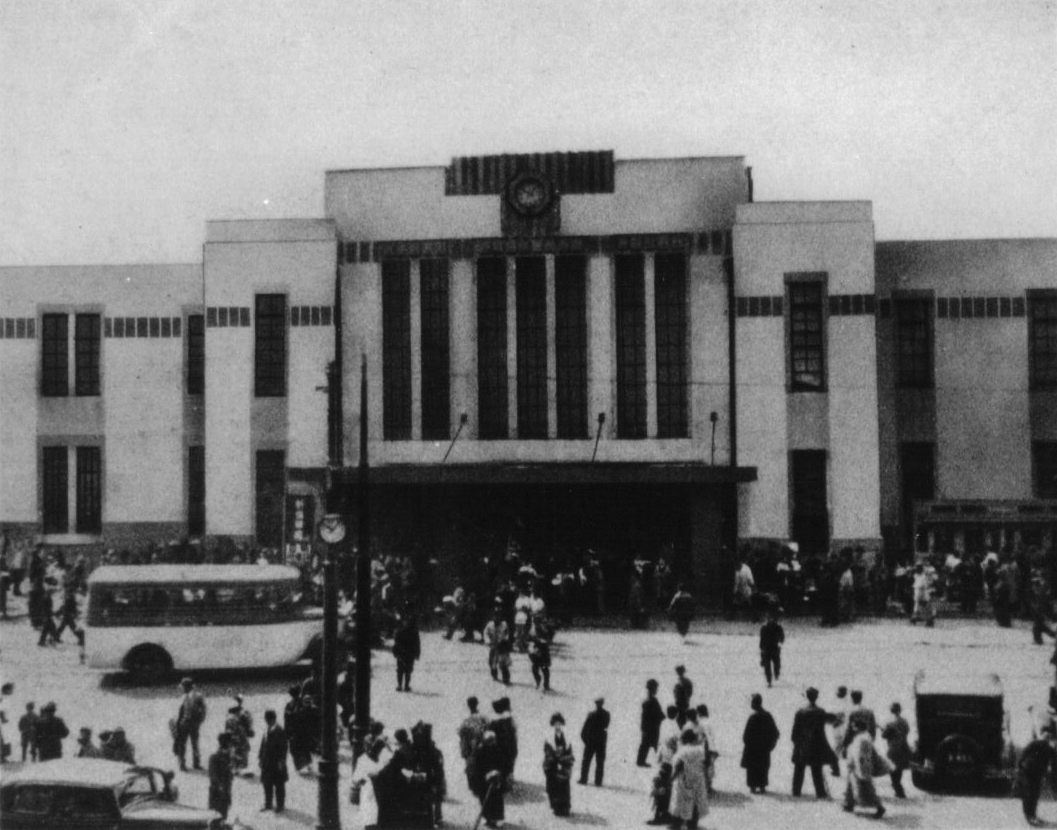
新宿駅（1925年）

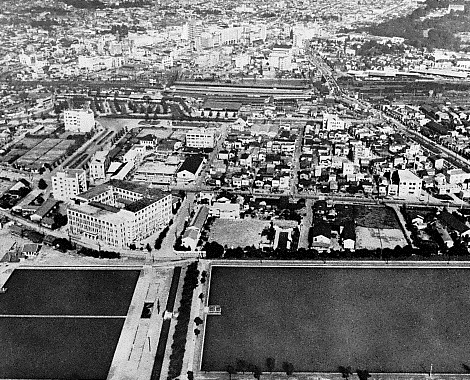
1960年頃の淀橋浄水場と新宿駅

淀橋（よどばし）は、東京都新宿区と中野区の境の神田川に架かる青梅街道上の橋。および東側にある交差点の名称、現在の新宿駅西口の一帯（新宿区西新宿）を指す地域の旧称でもある。
元々は青梅街道の南側に広がる農村であったが、新宿駅の発展とともに、駅周辺を中心とする繁華街が形成された。さらに、1960年代後半以降の淀橋浄水場跡の開発（新宿副都心計画）により超高層ビルが林立するオフィス街へと発展した。1990年、東京都庁が千代田区丸の内からこの地に移転し、現在では副都心（新都心）と呼ばれる。
1932年に発足した旧・淀橋区には、現在の新宿駅東口一帯、および大久保から落合にかけての一帯が含まれる。

## 橋

### 名称
武蔵国豊島郡7郷のひとつである余戸（あまるべ）を「よど」と呼んだことによる説、豊島郡柏木村・角筈村、多摩郡本郷村・中野村の4村の境を意味する「四所橋」が転訛したとする説、当地の様子が山城国の淀に似ていたとする説など諸説ある。他に、川の流れが緩やかでよどんで見えたからとする説もある。
新宿区みどり土木部道路課によって北東袂に設置された「淀橋の由来」によると、古称は中野長者鈴木九郎の伝説に由来する「姿見ずの橋」「いとま乞いの橋」だったが、鷹狩の際に当地を訪れた徳川家光が「不吉な話で良くない、景色が淀川を思い出させるので淀橋と改めるよう」に命じたとされる。

### 地理

#### 地形
神田川は、杉並区から中野区に入ると善福寺川と合流、東進した後、長者橋の辺りから急カーブを描き、北東へと向きを変える（このカーブの外側の台地は淀橋台と呼ばれる）。また神田川が中野区と新宿区の区境となる。長者橋から600mほど下流に淀橋がかかっている。
新宿から西進してきた青梅街道は西新宿駅付近から成子坂を下る。成子坂下交差点を過ぎると新宿税務署通りと合流する。この地点が淀橋交差点である。この先が淀橋で、橋を渡り中野坂を上ると中野坂上となる。
神田川の両岸は遊歩道となっているが、淀橋で中断している。歩き続けるには、迂回して横断歩道を渡る必要がある。

#### 場所
直近の住居表示は以下の通り。
- 北東（下流・右岸） - 新宿区北新宿2-22-13
- 南東（上流・右岸） - 新宿区西新宿5-1（淀橋さくら公園）
- 北西（下流・左岸） - 中野区中央1-1-1
- 南西（上流・左岸） - 中野区本町1-13-18

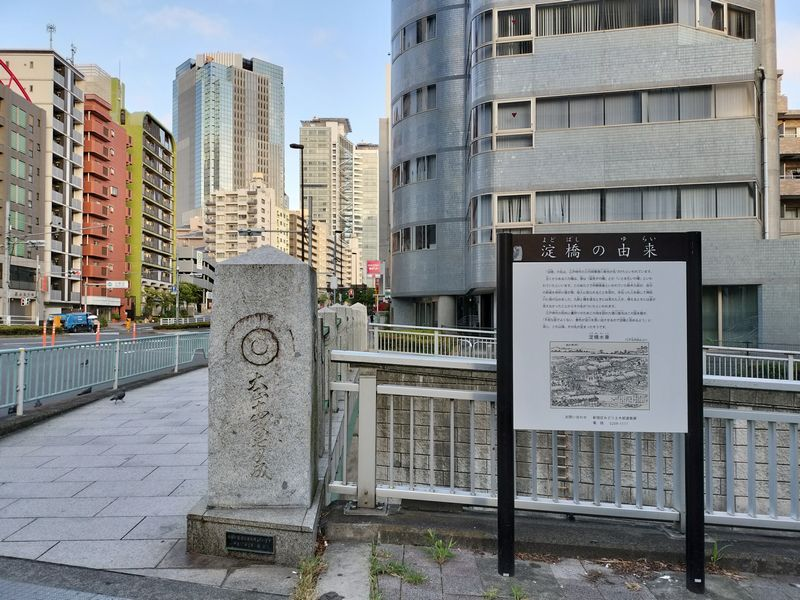
北東（下流・右岸）
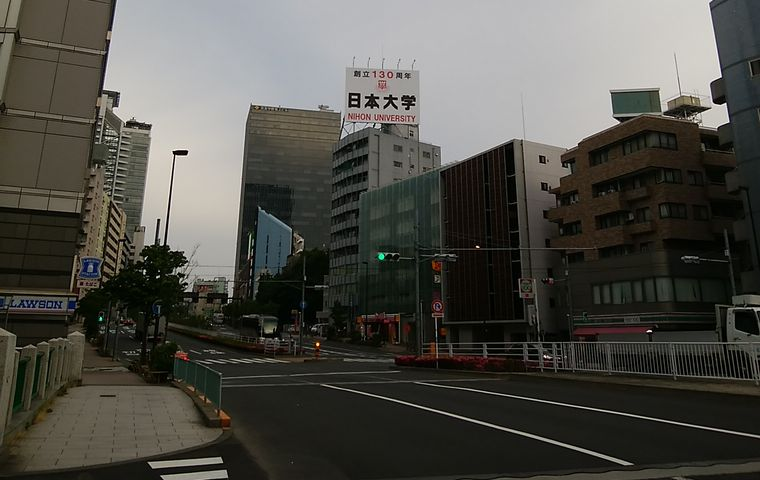
南東（上流・右岸）
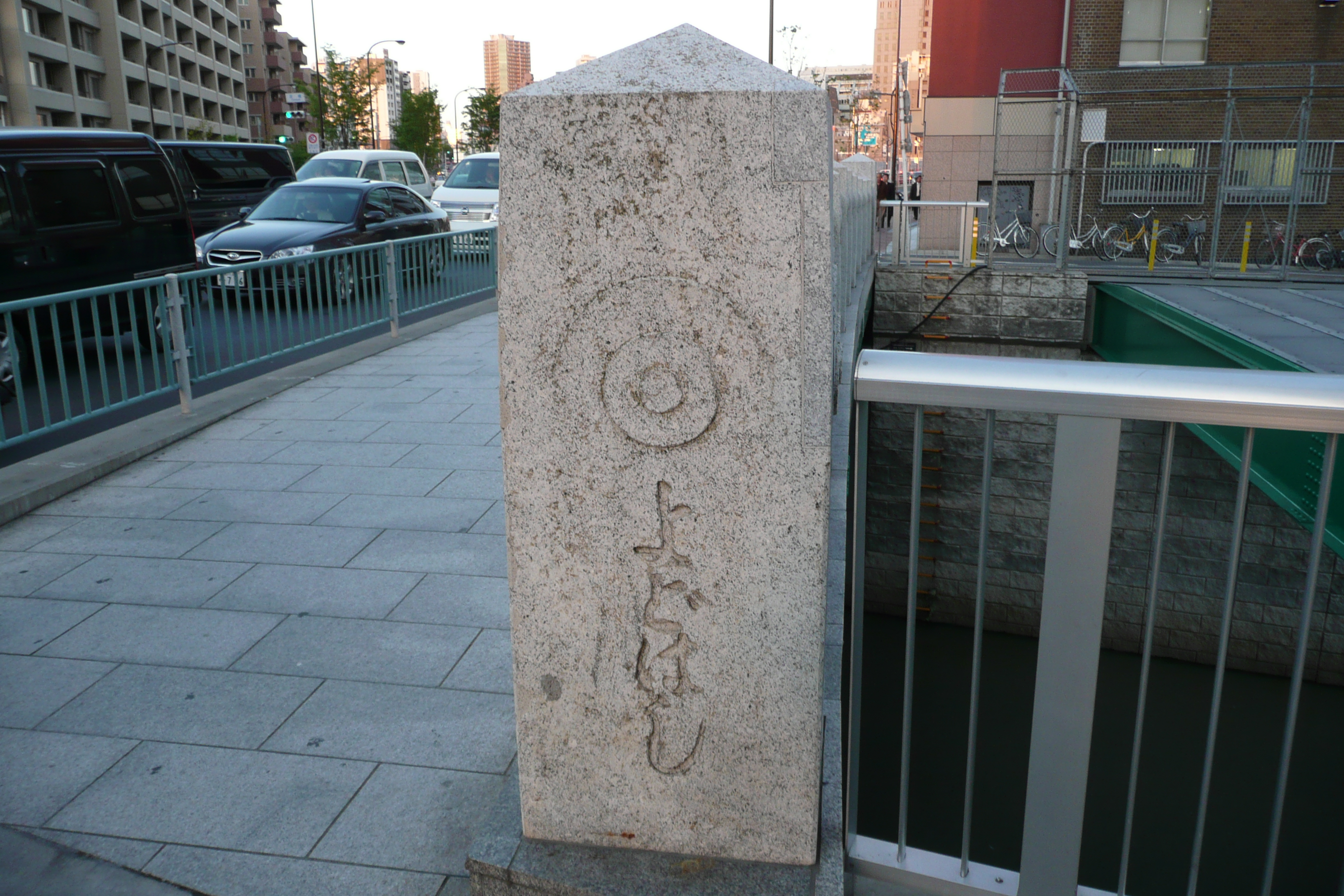
南西（上流・左岸）
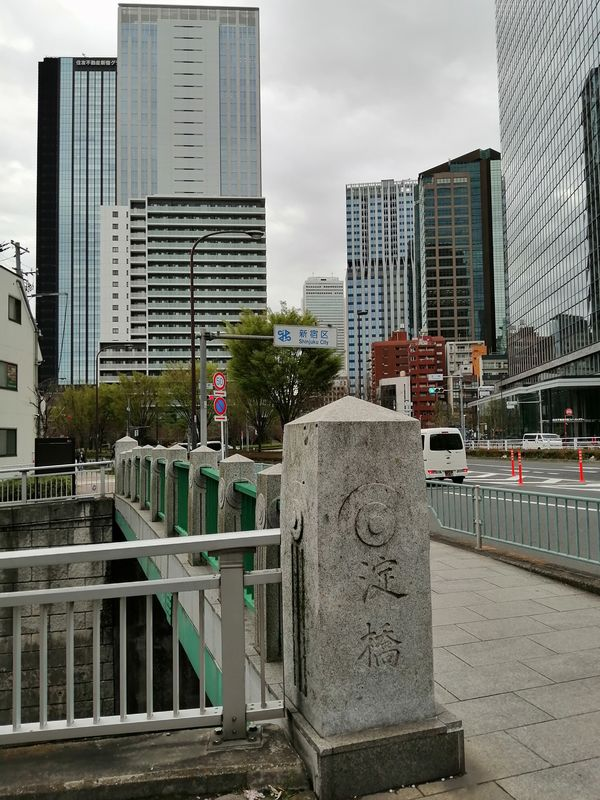
北西（下流・左岸）
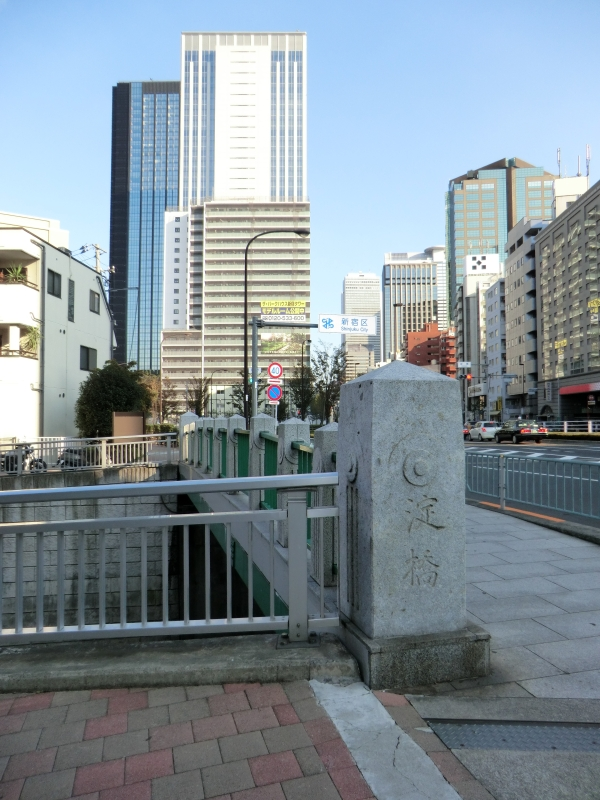
北西（2011年）
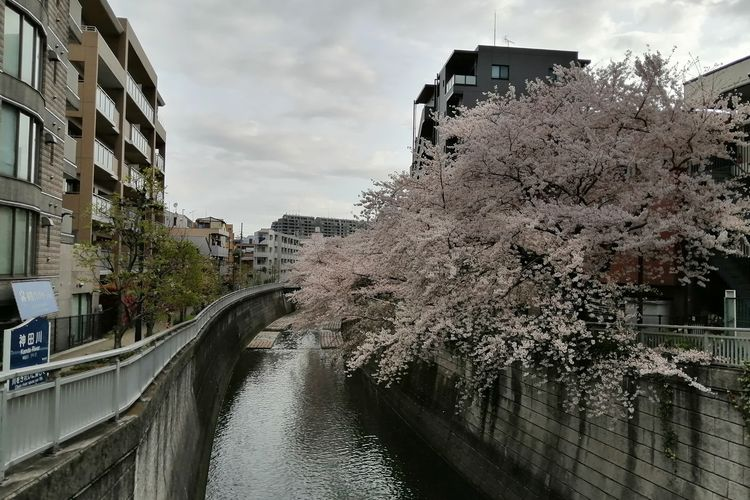
橋から北側を見る（2023年3月）
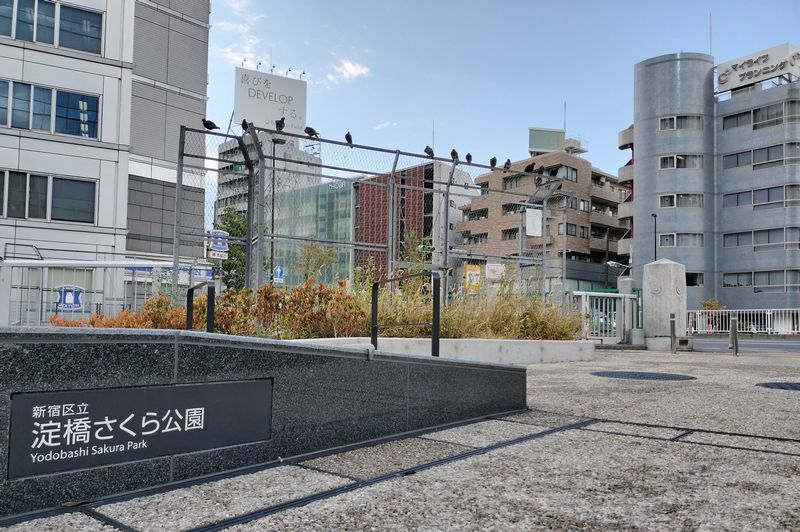
南東側直近には淀橋さくら公園がある。
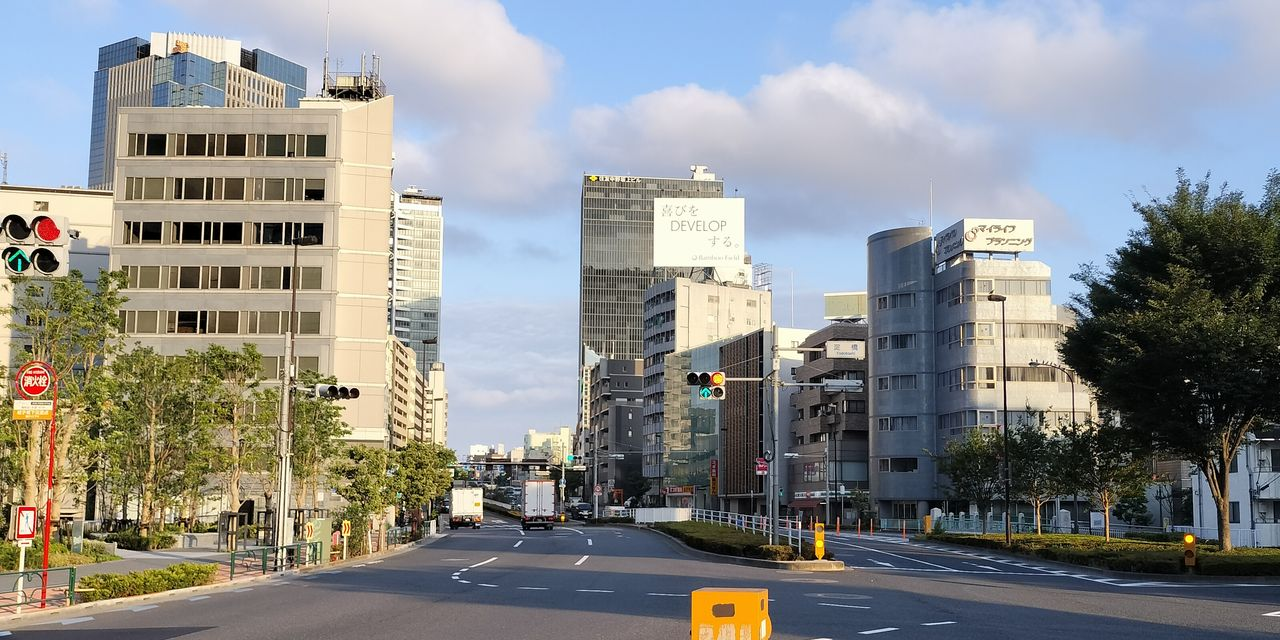
淀橋交差点（東から西を見る）

## 淀橋地域

### 沿革
- 1889年（明治22年）5月 - 市制町村制に先立ち、南豊島郡柏木村・角筈村・内藤新宿添地町の飛地（二番地）が合併して、南豊島郡淀橋町となる[4]。また、これに隣接して大字柏木字淀橋姿（これで「よどばし」と読む）も同時期に存在した。
- 1896年（明治29年） - 南豊島郡が廃止され、豊多摩郡となる[5]。淀橋町には豊多摩郡役所が置かれた[6]。
- 1922年（大正11年）12月11日 - 西武軌道の角筈（新宿駅西口） - 淀橋間が開通[7]。
- 1932年（昭和7年）10月1日 - 淀橋町・大久保町・戸塚町・落合町が合併して淀橋区となり、東京市の区として発足した[8]。大字角筈のうち以下の字（淀橋・本村・砂利場・二軒家前・長町・東田・豊水・鷹場・谷中前）の区域が淀橋区淀橋となる。
- 1947年（昭和22年）3月15日 - 淀橋区が、四谷区・牛込区と合併して新宿区となる[9]。新宿区淀橋として地名が存続。
- 1970年（昭和45年）4月1日 - 新宿区淀橋の名称が住居表示の実施により消滅、西新宿五丁目、西新宿六丁目（公園通り西側）、西新宿二丁目と西新宿四丁目（それぞれ一部）になる。

### 主な施設

#### 旧・淀橋町に含まれるもの
- 淀橋給水所
- 東京医科大学病院 - 「淀橋病院」として1931年に開院
- 工学院大学
- 東京都庁舎
- 新宿駅
- 東京地方専売局淀橋工場[10]

#### 旧・淀橋区に含まれるもの
- 歌舞伎町
- 新宿区役所
- おとめ山公園
- 早稲田大学